# Jumigny
Jumigny ist eine französische Gemeinde mit 62 Einwohnern (Stand 1. Januar 2022) im Département Aisne in der Region Hauts-de-France (vor 2016 Picardie). Sie gehört zum Arrondissement Laon und zum Kanton Villeneuve-sur-Aisne.

## Geografie
Die Gemeinde Jumigny liegt im Südosten des Höhenzuges Chemin des Dames, etwa 30 Kilometer nordwestlich von Reims und 30 Kilometer östlich von Soissons. Nachbargemeinden von Jumigny sind Vassogne im Norden, Beaurieux im Osten, Cuissy-et-Geny im Süden und Westen.

## Bevölkerungsentwicklung
| Jahr                       | 1962 | 1968 | 1975 | 1982 | 1990 | 1999 | 2006 | 2013 | 2022 |
| Einwohner                  | 87   | 77   | 71   | 68   | 60   | 68   | 70   | 62   | 62   |
| Quellen: Cassini und INSEE |      |      |      |      |      |      |      |      |      |

## Sehenswürdigkeiten

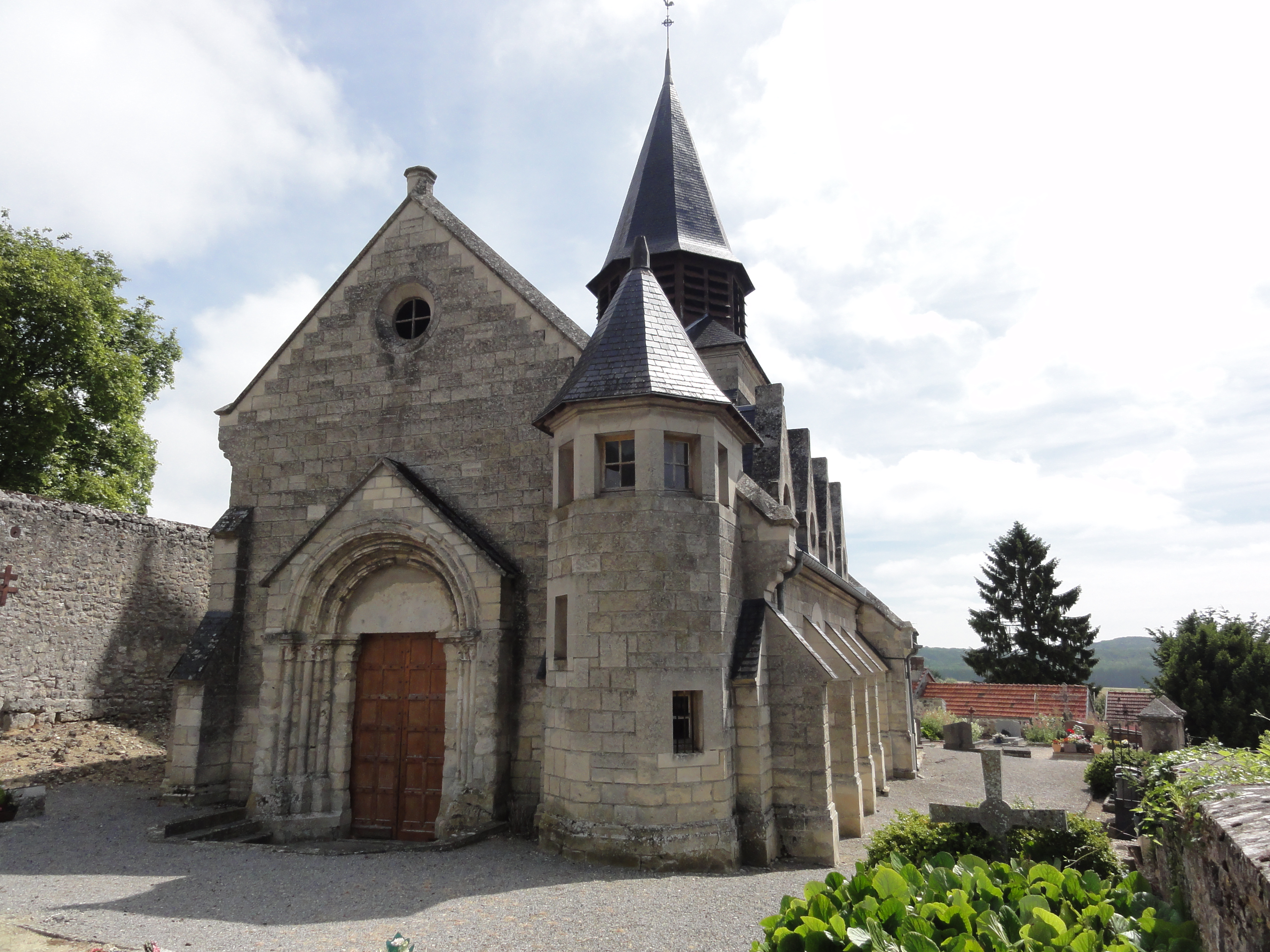
Kirche Saint-Pierre
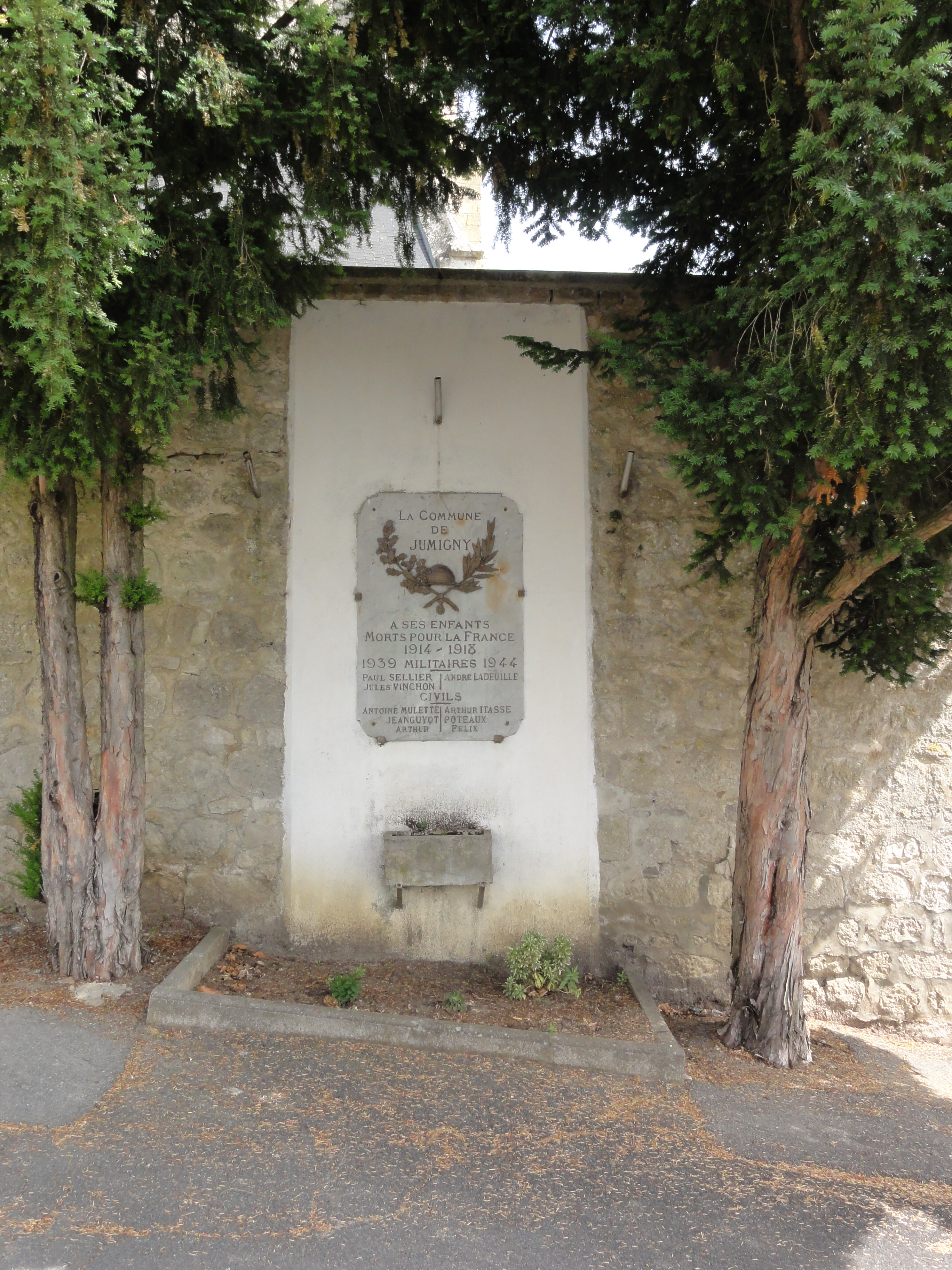
Gefallenendenkmal

- Kirche Saint-Pierre
- Gefallenendenkmal